# 新圩镇 (宾阳县)
新圩镇，是中华人民共和国广西壮族自治区南宁市宾阳县下辖的一个乡镇级行政单位。

## 行政区划
新圩镇下辖以下地区：
四镇社区、三塘村、共和村、梁凤村、上国村、黄凤村和公义村。